# 五條市

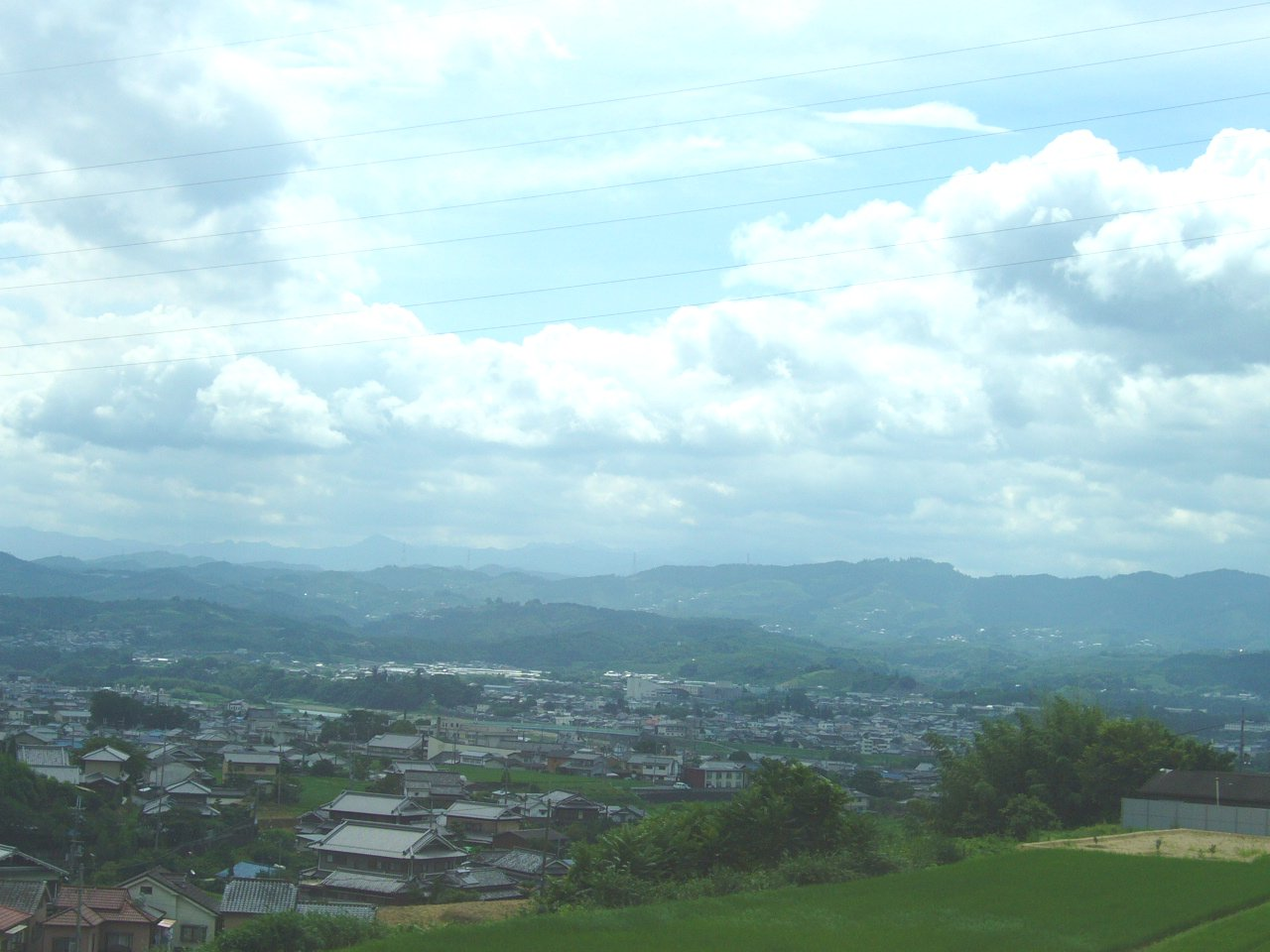
京奈和自動車道（五條道路）から市街を望む

五條市（ごじょうし）は、奈良県南西部の市。南和地域の中心都市。

## 地理

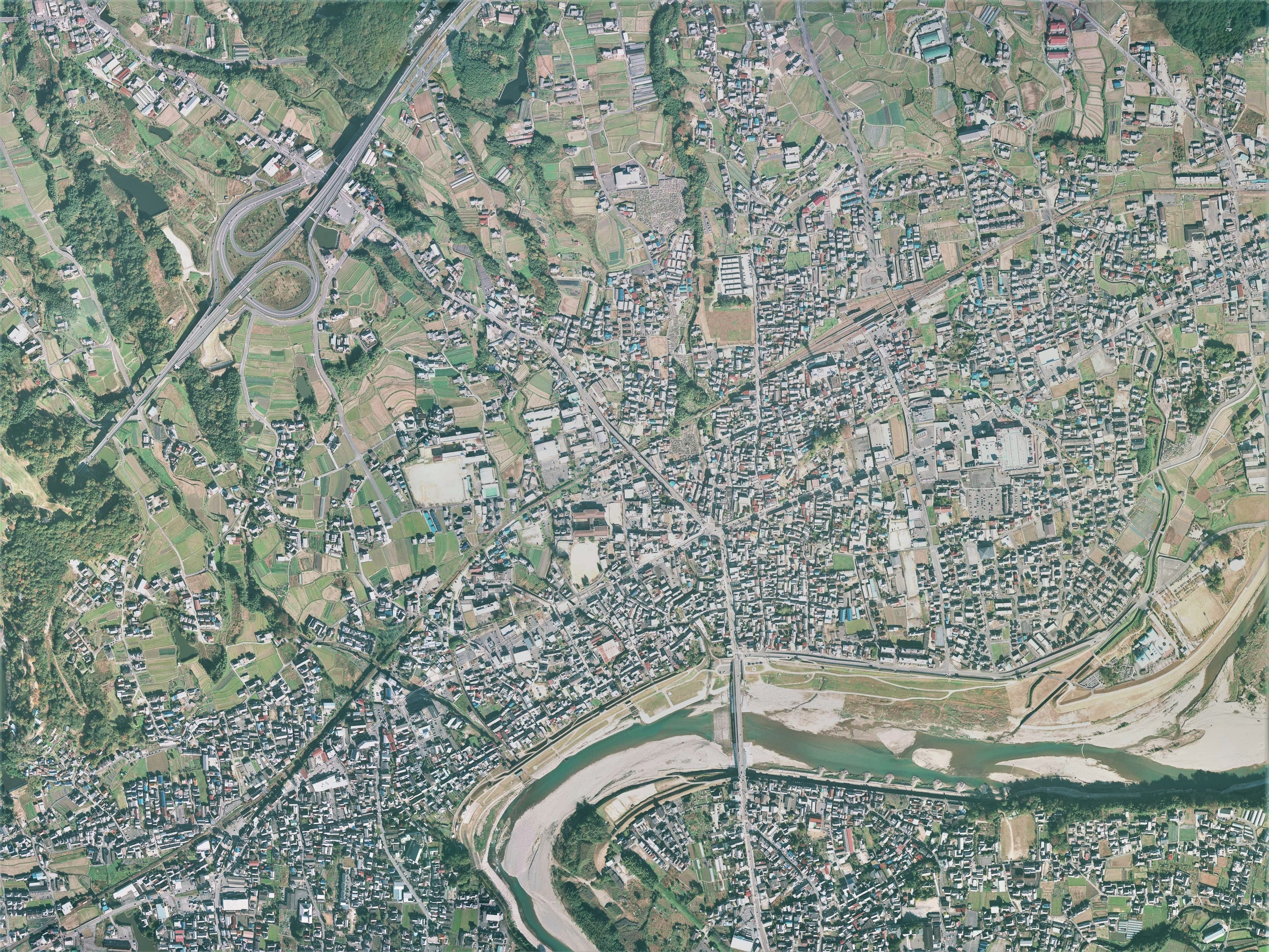
五條市中心部周辺の空中写真。
2011年11月26撮影の7枚を合成作成。。

吉野川（和歌山県では紀の川）流域に位置し、大和国と紀伊国を結ぶ交通の要衝として、また吉野山地への入口として古来より重視されてきた。
吉野川が市の中央を分断するように西流している。金剛山と吉野連山に囲まれており、市街から少し離れると急坂が多くなる。
五條市では地域区分として、市域を1.中央地域、2.北東部地域、3.南部地域、4.西部地域、5.西吉野・大塔地域の5つに分けている。天気予報の発表区分および気象警報・注意報の発表区分では、合併前の五條市域と旧吉野郡西吉野村域は「奈良県全域 > 奈良県北部 > 奈良県五條・北部吉野 > 五條市北部」、旧吉野郡大塔村域は「奈良県全域 > 奈良県南部 > 奈良県南西部 > 五條市南部」であり、合併後も区分変更は行われていないために同じ五條市内で天気予報の発表区分および警報・注意報の発表区分が2つある。いわゆる「平成の大合併」で天気予報の発表区分や気象警報・注意報の発表区分を2つ以上持つ市町村が数多く発生しているが、2025年（令和7年）7月現在、奈良県内では前者は五條市のみ、後者は五條市と奈良市がこれに該当している（奈良市は同年3月13日に「奈良市西部」「奈良市東部」の2つに細分化された）。なお、衆議院選挙区は現在の五條市全域が「奈良3区」であり、これは合併前と変わっていない。

### 気候
| 五條（2006年 - 2020年）の気候      | 五條（2006年 - 2020年）の気候 | 五條（2006年 - 2020年）の気候 | 五條（2006年 - 2020年）の気候 | 五條（2006年 - 2020年）の気候 | 五條（2006年 - 2020年）の気候 | 五條（2006年 - 2020年）の気候 | 五條（2006年 - 2020年）の気候 | 五條（2006年 - 2020年）の気候 | 五條（2006年 - 2020年）の気候 | 五條（2006年 - 2020年）の気候 | 五條（2006年 - 2020年）の気候 | 五條（2006年 - 2020年）の気候 | 五條（2006年 - 2020年）の気候 |
| 月                                 | 1月                           | 2月                           | 3月                           | 4月                           | 5月                           | 6月                           | 7月                           | 8月                           | 9月                           | 10月                          | 11月                          | 12月                          | 年                            |
| ---------------------------------- | ----------------------------- | ----------------------------- | ----------------------------- | ----------------------------- | ----------------------------- | ----------------------------- | ----------------------------- | ----------------------------- | ----------------------------- | ----------------------------- | ----------------------------- | ----------------------------- | ----------------------------- |
| 最高気温記録 °C （°F）             | 17.8 (64)                     | 21.6 (70.9)                   | 25.0 (77)                     | 29.2 (84.6)                   | 32.6 (90.7)                   | 35.7 (96.3)                   | 37.4 (99.3)                   | 37.9 (100.2)                  | 35.7 (96.3)                   | 32.3 (90.1)                   | 26.8 (80.2)                   | 26.8 (80.2)                   | 37.9 (100.2)                  |
| 平均最高気温 °C （°F）             | 8.3 (46.9)                    | 9.5 (49.1)                    | 13.8 (56.8)                   | 19.2 (66.6)                   | 24.5 (76.1)                   | 27.0 (80.6)                   | 30.6 (87.1)                   | 32.7 (90.9)                   | 28.1 (82.6)                   | 22.2 (72)                     | 16.2 (61.2)                   | 10.8 (51.4)                   | 20.3 (68.5)                   |
| 日平均気温 °C （°F）               | 3.3 (37.9)                    | 4.2 (39.6)                    | 7.6 (45.7)                    | 12.5 (54.5)                   | 17.8 (64)                     | 21.5 (70.7)                   | 25.4 (77.7)                   | 26.5 (79.7)                   | 22.4 (72.3)                   | 16.6 (61.9)                   | 10.6 (51.1)                   | 5.6 (42.1)                    | 14.5 (58.1)                   |
| 平均最低気温 °C （°F）             | −1.2 (29.8)                   | −0.7 (30.7)                   | 1.6 (34.9)                    | 5.9 (42.6)                    | 11.3 (52.3)                   | 16.8 (62.2)                   | 21.3 (70.3)                   | 21.7 (71.1)                   | 17.9 (64.2)                   | 11.8 (53.2)                   | 5.5 (41.9)                    | 0.9 (33.6)                    | 9.4 (48.9)                    |
| 最低気温記録 °C （°F）             | −6.2 (20.8)                   | −7.2 (19)                     | −4.9 (23.2)                   | −3.3 (26.1)                   | 0.9 (33.6)                    | 7.5 (45.5)                    | 15.2 (59.4)                   | 13.8 (56.8)                   | 9.4 (48.9)                    | 2.3 (36.1)                    | −1.8 (28.8)                   | −5.3 (22.5)                   | −7.2 (19)                     |
| 降水量 mm （inch）                 | 58.4 (2.299)                  | 79.2 (3.118)                  | 104.7 (4.122)                 | 96.5 (3.799)                  | 119.2 (4.693)                 | 177.7 (6.996)                 | 215.1 (8.469)                 | 126.2 (4.969)                 | 167.4 (6.591)                 | 171.6 (6.756)                 | 72.9 (2.87)                   | 64.6 (2.543)                  | 1,453.5 (57.224)              |
| 平均降水日数 （≥1.0 mm）           | 7.9                           | 8.5                           | 10.3                          | 10.3                          | 9.0                           | 11.9                          | 12.8                          | 9.1                           | 10.5                          | 10.3                          | 7.9                           | 8.9                           | 117.2                         |
| 平均月間日照時間                   | 107.7                         | 115.5                         | 162.4                         | 177.0                         | 201.1                         | 140.2                         | 161.2                         | 209.2                         | 152.4                         | 145.8                         | 132.8                         | 109.2                         | 1,812.8                       |
| 出典1：Japan Meteorological Agency |                               |                               |                               |                               |                               |                               |                               |                               |                               |                               |                               |                               |                               |
| 出典2：気象庁                      |                               |                               |                               |                               |                               |                               |                               |                               |                               |                               |                               |                               |                               |

### 隣接する自治体
- 奈良県 - 御所市、吉野郡大淀町、下市町、天川村、黒滝村、野迫川村、十津川村、上北山村
- 大阪府 - 河内長野市、南河内郡千早赤阪村
- 和歌山県 - 橋本市、伊都郡高野町

### 地名表記　「五條」か「五条」か
市役所が「五條」を名乗る一方、JR和歌山線の駅名は五条駅と表記されている。こうした中で2002年7月1日、市内で局名に「ごじょう」の付く郵便局5局の表記が一斉に「五条→五條」と改訂された（五條郵便局も参照）。
「五條」表記
- 市役所、警察署、消防署、郵便局（2002年7月1日から）、奈良交通（五條バスセンター、ほかバス停名）、町名の五條1～4丁目、小中高校名、インターチェンジ
- この他、主な官公庁のほとんどが「五條」表記。

「五条」表記
- JR和歌山線 五条駅（ただし、バス停は「五條駅」）、郵便局（2002年6月30日まで）
- 類似の例としては四條畷市を参照。

『じょう』の表記についての運動
- 過去の五條市（五條村、宇智郡）の記述についてはどちらの表記も出ている。
- 五條代官所がこの地にあったことなどから明治の一時期「五條県」が置かれており、当時の公文書等などからも『五條』とされていることが確認できる。旧字体の簡素化が推奨される時代であった1957年の市制施行の際も、初代市長である山本米三は表記を「五條市」として国及び県に申請している。ところが官報の告示に「五条」と誤って記載されてしまったため、市は即座に修正を行うよう国に要請し、次の官報では誤字であった旨が再告示されている。一方、奈良県の広報には最初から「五條」と表記されている。
- 市制施行40周年を迎えた1997年、市民から表記の混在を少なくしようという運動が起こったため、市は多くの公共機関に対して市名として用いる時の「五条」を「五條」と改めるよう要望を行った結果、国（道路の案内標識）、奈良県、警察署、郵便局、主な新聞社、奈良交通などにおいて修正が行われた。ただし、現在でも、一部のコンピュータシステム等の問題（旧字体を使用できない、システム変更に費用がかかる）から「五条」としか表記出来ないもの（例：銀行・郵便の貯金部門）や、固有名詞であるもの（例：「五条」を冠した会社名、駅名である「五条駅」）など、僅かながらも「五条」の表記が残っている。

## 歴史
古代の宇智郡の地であり、宇智神社を始め、大和に移住させられた阿田隼人が祭った阿陀比売神社（旧・阿陀郷）などの延喜式内社が鎮座する。また栄山寺には奈良時代に藤原仲麻呂が創建した八角堂（国宝）も残る。
南北朝時代の1348年に南朝の本拠地である吉野が陥落した際に、後村上天皇が賀名生（現在の五條市西吉野町）に入り、一時期南朝が置かれた。
1600年に松倉重政が関ヶ原の戦いの論功で領土を与えられ、大和五条藩（現在の五條市二見）が成立、江戸時代に入り1616年に重政が島原藩に移封されるまで存続した。重政は五条藩では城下町である新町（現在の五條新町通り界隈）の振興に努めてその後の繁栄の基礎を作ったが、島原藩移封後は圧政を敷き島原の乱の原因を作った。その後、幕府の天領（幕領、公領）となり、1795年に五條代官所陣屋が設置され、河尻春之が赴任し、以下池田但季、辻守眉、竹内信氓、矢嶋藤蔵、青山秀堅、蓑正路、竹垣直道、小田又七郎、山上定保、内藤忠倫、松永祐貫、鈴木正信（源内）、中村一顎が赴任した。多数の街道や吉野川（紀の川）の水運など交通の便に恵まれ、南大和統治の中心地として栄えた。旧紀州街道に当たる新町通りが街の中心で、現在も往時をしのばせる家屋が多数残っている。
1863年（文久3年）8月17日（旧暦）、天誅組が五條代官所を襲撃、代官鈴木正信（源内）を殺害し倒幕運動の烽火を上げたことでも知られる（天誅組の変）。天誅組の本陣は桜井寺（現在の五條市須恵、本陣交差点の近く）に置かれ、一時「五條仮政府」を名乗った。
明治初年の一時期五條県が置かれた。
1912年9月22日の暴風雨により宇智郡五條町域で2丈3尺（約7m）もの浸水被害があった。

### 沿革

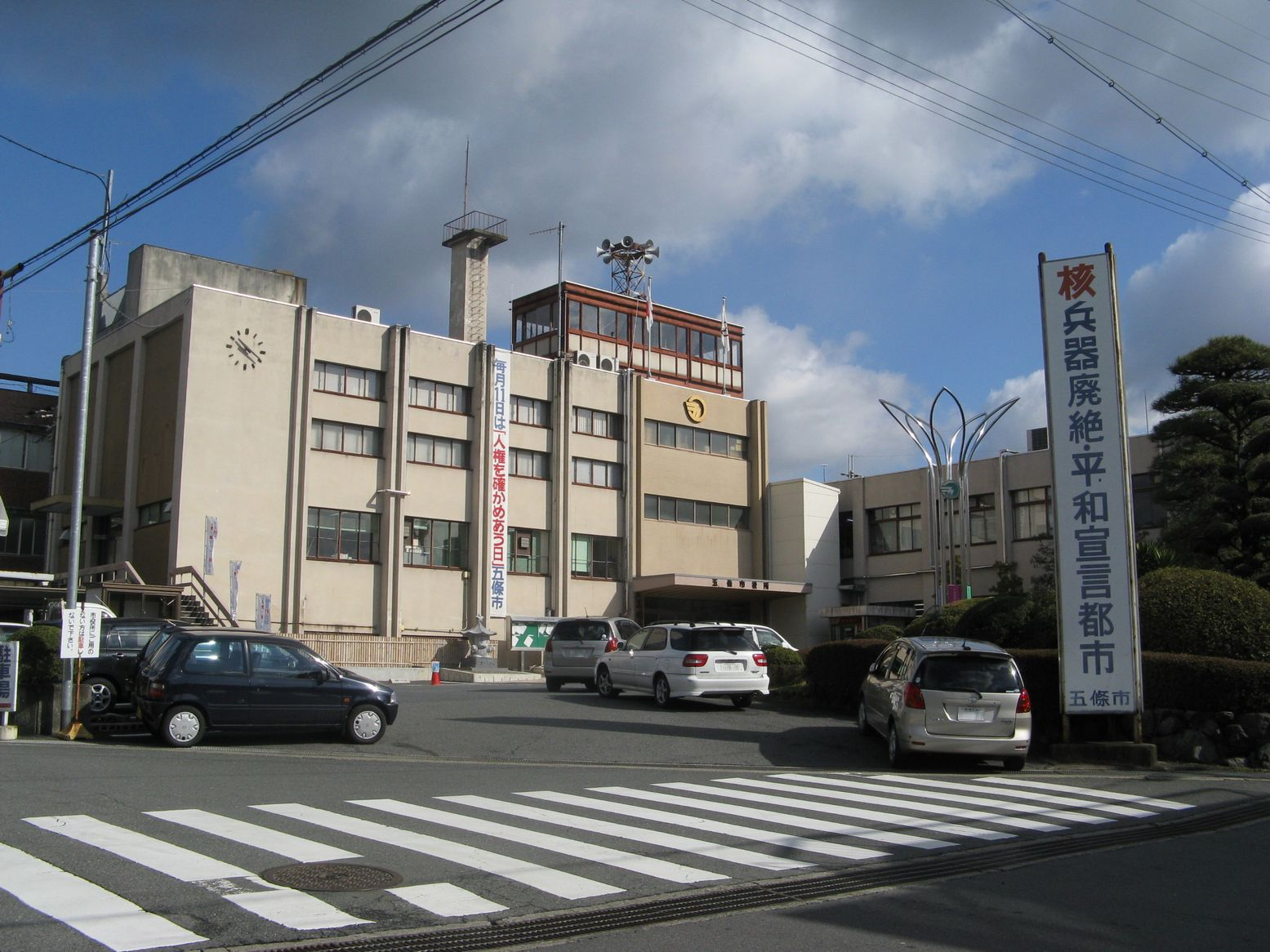
旧五條市役所庁舎（2008年2月撮影）

- 1957年（昭和32年）10月15日 - 宇智郡五條町・牧野村・北宇智村・宇智村・大阿太村・南阿太村・野原町・阪合部村が合併して発足。
- 1958年（昭和33年）10月1日 - 市章を制定[5]。
- 1959年（昭和34年）1月1日 - 宇智郡南宇智村を編入。
- 2005年（平成17年）9月25日 - 吉野郡西吉野村・大塔村を編入。編入区域の大字は西吉野町・大塔町をそれぞれ冠称。
- 2021年（令和3年）11月10日：旧奈良県立五條高等学校岡口校舎跡地に市役所を新築移転[6]。奈良県初の国・県・市集約型庁舎で五條市役所（11月10日開庁）に奈良県五條総合庁舎（12月開庁）を併設[7]。

### 市域の変遷
| 明治22年 | 明治24年 | 昭和3年  | 昭和32年 | 昭和34年 | 平成17年 | 現在   |
| -------- | -------- | -------- | -------- | -------- | -------- | ------ |
| 奈良県   |          |          |          |          |          |        |
| 宇智郡   | 宇智郡   | 宇智郡   | 五條市   | 五條市   | 五條市   | 五條市 |
| 五條町   |          |          | 五條市   | 五條市   | 五條市   | 五條市 |
| 野原村   | 野原村   | 野原町   | 五條市   | 五條市   | 五條市   | 五條市 |
| 牧野村   |          |          | 五條市   | 五條市   | 五條市   | 五條市 |
| 北宇智村 |          |          | 五條市   | 五條市   | 五條市   | 五條市 |
| 宇智村   |          |          | 五條市   | 五條市   | 五條市   | 五條市 |
| 阪合部村 |          |          | 五條市   | 五條市   | 五條市   | 五條市 |
| 阿太村   | 南阿太村 | 南阿太村 | 五條市   | 五條市   | 五條市   | 五條市 |
| 阿太村   | 大阿太村 |          | 五條市   | 五條市   | 五條市   | 五條市 |
| 南宇智村 |          |          |          | 五條市   | 五條市   | 五條市 |
| 吉野郡   |          |          |          |          | 五條市   | 五條市 |
| 大塔村   |          |          |          |          | 五條市   | 五條市 |
| 白銀村   | 白銀村   | 白銀村   | 白銀村   | 西吉野村 | 五條市   | 五條市 |
| 賀名生村 |          |          |          | 西吉野村 | 五條市   | 五條市 |
| 宗桧村   |          |          |          | 西吉野村 | 五條市   | 五條市 |

## 行政

### 市長
- 市長：平岡清司（2023年4月26日就任[8]、1期目）

### 市議会
議員：12人
なお、衆議院議員選挙の選挙区は「奈良県第3区」、奈良県議会議員選挙の選挙区は「五條市選挙区」（定数：1）となっている。

## 経済

### 産業
- 柿 - 生産量日本一[11]
- 割り箸の製造・卸
- 製材業

市内北東部の住川町には工業団地テクノパーク・ならや五條木材工業団地や、新興住宅地であるエルベタウン五條・ルネッサンスコートなどが、京奈和自動車道五條北インターチェンジや、居伝町には、北宇智工業団地が立地する。
市内北西部には、旧大和団地（現大和ハウス工業）が開発したニュータウンである「南大和ネオポリス」（町名は田園）、「なつみ台ヴェルデステージ」（町名はなつみ台）が広がっている。
商業施設は、ファッションセンターしまむら五條店、イオン五條店、オークワ五條店など、多数の店舗があり、国道24号線沿いに集中して立地している。一方で、国道から外れた五条駅周辺や、市役所周辺の商店街は衰退が著しい。また、その国道も京奈和自動車道五條道路（国道24号バイパス）の開通によって交通量が減少している。2005年4月には、隣接する和歌山県橋本市に地域最大級のショッピングモール（オー・ストリート橋本彩の台）が開業した。

### 主な事業所
- 光洋機械工業 五條工場（住川町、テクノパーク・なら内）
- 柿の葉すし本舗たなか 本社（住川町、テクノパーク・なら内）
- ホソカワミクロン 奈良事業所（住川町、テクノパーク・なら内）
- 田村薬品工業 五條工場（住川町、テクノパーク・なら内）：プレコール、ピロエースなど一般用医薬品を中心に製造
- 住友ベークライト 奈良工場（住川町、テクノパーク・なら内）：旧・筒中プラスチック工業
- バルカー 奈良事業所・バルカーシールソリューションズ（住川町、テクノパーク・なら内）
- 大和物産 本社（住川町、テクノパーク・なら内）：割り箸メーカー
- 五栄物流倉庫（住川町、テクノパーク・なら内）：荷物保管・加工作業
- トリスミ集成材 本社（住川町、テクノパーク・なら内）
- クラブコスメチックス 五條工場（住川町）：化粧品メーカー
- 魚谷鉄工 本社・犬飼工場（犬飼町）：さとうきび収穫機で有名
- 富山蘭園 奈良農場（野原東）：園芸研究家・富山昌克が経営する農場
- ベストライン 本社 （テクノパーク内）：運送業

### 金融機関
- 南都銀行　五条支店（五條）、大塔代理店（大塔町辻堂）、野原出張所（野原西）、城戸代理店（西吉野町城戸）
- 紀陽銀行　五条支店（須惠）
- 関西みらい銀行　五条プラザ（須惠）

### 農業協同組合
- 奈良県農業協同組合（JAならけん）
  - 五條支店／五條営農経済センター（今井）
  - 北宇智支店（住川）
  - 野原支店（野原西）
  - 南宇智支店（霊安寺町）
  - 西吉野支店（西吉野町和田）
  - 西吉野営農白銀経済センター（西吉野町奥谷）

### 日本郵政グループ
（※2014年6月現在）
- 日本郵便株式会社

- 五條郵便局（須恵）▲★
- 北宇智郵便局（住川町）
- 五條田園郵便局（田園）
- 五條今井郵便局（今井）
- 五條須恵（すえ）郵便局（須恵）
- 大阿太（おおあだ）郵便局（東阿田町）
- 野原郵便局（野原西）
- 五條二見郵便局（二見町）
- 坂合部（さかあいべ）郵便局（中町）
- 賀名生（あのう）郵便局（西吉野町和田）

- 白銀（しろがね）郵便局（西吉野町尼ヶ生（あまがしょう））▲★
- 宗桧（むねひ）郵便局（西吉野町阪巻） ▲
- 立川渡（たてかわど）郵便局（西吉野町立川渡）
- 阪本郵便局（大塔町阪本）
- 辻堂郵便局（大塔町辻堂）▲★
- 南阿田簡易郵便局（滝町）
- 木ノ原簡易郵便局（木ノ原町）
- 奥谷簡易郵便局（西吉野町奥谷）
- 西日裏簡易郵便局（西吉野町西日裏）

▲印は集配局。
- ゆうちょ銀行
  - 大阪支店　イオン五條店内出張所（今井町）（ATMのみ／ホリデーサービス実施）

その他簡易郵便局を除く各郵便局にATMが設置されており、★印の郵便局ではホリデーサービスを実施。
五條市内の郵便番号は以下の通り。
- 「637-00xx」＝合併以前からの五條市域。五條郵便局の集配担当。
- 「637-01xx」＝旧西吉野村域の北西部地域。五條郵便局の集配担当。

※民営化以前は賀名生郵便局が同区域の集配業務を担当していたが、2007年（平成19年）3月12日付で五條郵便局に移管、現在は窓口業務のみとなっている。
- 「637-02xx」＝旧西吉野村域の南部地域。宗桧郵便局の集配担当。
- 「637-04xx」＝旧大塔村域（および吉野郡野迫川村の一部[注釈 1]）。辻堂郵便局の集配担当。
- 「638-06xx」＝旧西吉野村域の北東部地域。白銀郵便局の集配担当。

## 地域

### 人口
| |                                        |  |
| 五條市と全国の年齢別人口分布（2005年） | 五條市の年齢・男女別人口分布（2005年） |  |
| ■紫色 ― 五條市 ■緑色 ― 日本全国 | ■青色 ― 男性 ■赤色 ― 女性              |  |
| 五條市（に相当する地域）の人口の推移 \| 1970年（昭和45年） \| 41,546人 \| \| \| 1975年（昭和50年） \| 40,892人 \| \| \| 1980年（昭和55年） \| 40,089人 \| \| \| 1985年（昭和60年） \| 39,600人 \| \| \| 1990年（平成2年） \| 39,869人 \| \| \| 1995年（平成7年） \| 40,871人 \| \| \| 2000年（平成12年） \| 39,928人 \| \| \| 2005年（平成17年） \| 37,375人 \| \| \| 2010年（平成22年） \| 34,460人 \| \| \| 2015年（平成27年） \| 30,997人 \| \| \| 2020年（令和2年） \| 27,927人 \| \| |                                        |  |
| 総務省統計局 国勢調査より |                                        |  |
| 1970年（昭和45年） | 41,546人                               |  |
| 1975年（昭和50年） | 40,892人                               |  |
| 1980年（昭和55年） | 40,089人                               |  |
| 1985年（昭和60年） | 39,600人                               |  |
| 1990年（平成2年） | 39,869人                               |  |
| 1995年（平成7年） | 40,871人                               |  |
| 2000年（平成12年） | 39,928人                               |  |
| 2005年（平成17年） | 37,375人                               |  |
| 2010年（平成22年） | 34,460人                               |  |
| 2015年（平成27年） | 30,997人                               |  |
| 2020年（令和2年） | 27,927人                               |  |

奈良県統計

- 2024年4月30日現在 : 27,232人
- 人口増加率（2002年→2007年） : -7.8%

※2005年の人口は、五條市・西吉野村・大塔村　合算
大阪都心部に直通する鉄道路線を持つ隣の橋本市、大淀町に比べて交通の便が悪い。両市町ではベッドタウンとして宅地開発が進み人口が急増したのに比べて、五條市の人口は横ばい傾向であった。

### 国の機関
- 法務省
  - 奈良地方法務局五條支局
- 検察庁
  - 奈良地方検察庁五條支部
  - 五條区検察庁
- 国土交通省
  - 近畿地方整備局和歌山河川国道事務所五條出張所
  - 近畿地方整備局紀の川ダム統合管理事務所（大滝ダムと猿谷ダムを管理）
  - 猿谷ダム管理支所
- 防衛省
  - 自衛隊奈良地方協力本部五條地域事務所

### 県の機関
- 奈良県警察五條警察署
- 奈良県内吉野保健所
- 奈良県吉野川浄化センター
- 奈良県五條土木事務所

### 司法機関
- 奈良地方裁判所五條支部
- 奈良家庭裁判所五條支部
- 五條簡易裁判所

### 生活

#### 消防・救急・救助
- 奈良県広域消防組合五條消防署

#### 医療
- 南和広域医療企業団五條病院

### 教育

#### 高等学校
| - 奈良県立五條高等学校 - 五條市立西吉野農業高等学校 | - 私立智辯学園高等学校（五條本校） |

#### 中学校
| - 五條市立五條中学校 - 五條市立五條西中学校 - 五條市立五條東中学校 | - 私立智辯学園中学校 |

#### 小学校
| - 五條市立五條東小学校 - 五條市立五條小学校 - 五條市立五條南小学校 | - 五條市立牧野小学校 |

## 交通

### 鉄道

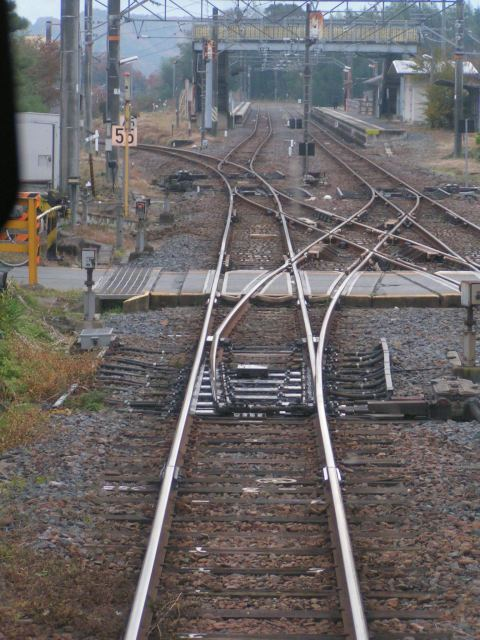
スイッチバック構造だった頃の北宇智駅

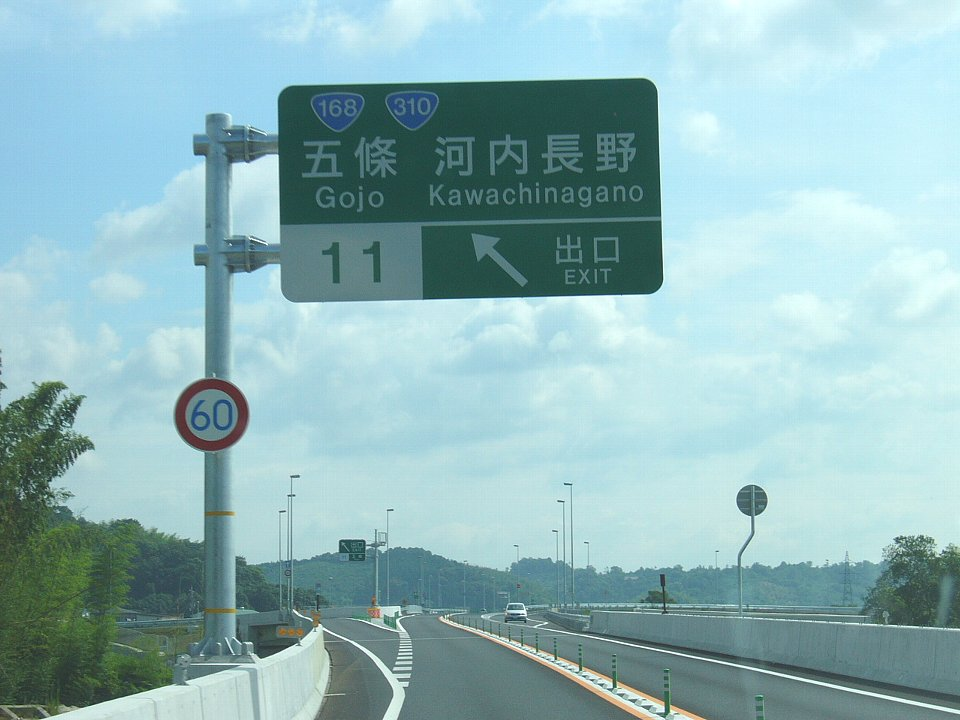
五條インターチェンジ

奈良県の市で唯一、近畿日本鉄道の路線が通っていない。
- 西日本旅客鉄道（JR西日本）
  - 和歌山線　北宇智駅 - 五条駅 - 大和二見駅
- かつては、大和二見駅付近から川端駅までの貨物支線があった。また、五条駅と新宮駅を結ぶ五新線の建設計画が存在し、一部工事が進められた。市内中心部に五新線の高架橋跡が、吉野川沿いの南部の野原地区には築堤跡が残されている。
- かつては近鉄御所線を御所駅から五条駅まで延伸する構想もあったが1991年に免許が失効し、中止になった。さらに五新線に直通する構想もあった。
- 中心となる駅：五条駅

### 路線バス
- 奈良交通
  - 市内中心部に五條バスセンターがあり、西吉野・十津川方面、近鉄御所駅・大和八木駅方面、東京・新宿行き高速バスなど各方面行のバスが発着している。

コミュニティバス
- 五條市コミュニティバス

### 道路
五條市は大阪府・和歌山県方面、吉野山地方面に向かう道路の結節点になっている。
- 京奈和自動車道 - 現在五條市内の区間は「五條道路」とも呼ばれている。
  - 五條北インターチェンジ
  - 五條インターチェンジ
  - 五條西インターチェンジ
- 国道24号
- 国道168号
  - 道の駅吉野路 大塔
- 国道309号
- 国道310号
- 国道370号
- 主要地方道
  - 奈良県道20号下市宗桧線
  - 奈良県道39号五條吉野線
  - 奈良県道49号勢井宗川野線
  - 奈良県道53号高野天川線
- 一般県道
  - 奈良県道137号平原五條線
  - 奈良県道138号赤滝五條線
  - 奈良県道235号篠原宇井線
  - 奈良県道734号高野辻堂線
  - 　大阪府道・奈良県道705号富田林五條線

## 名所・旧跡・観光スポット・祭事・催事

### レジャー

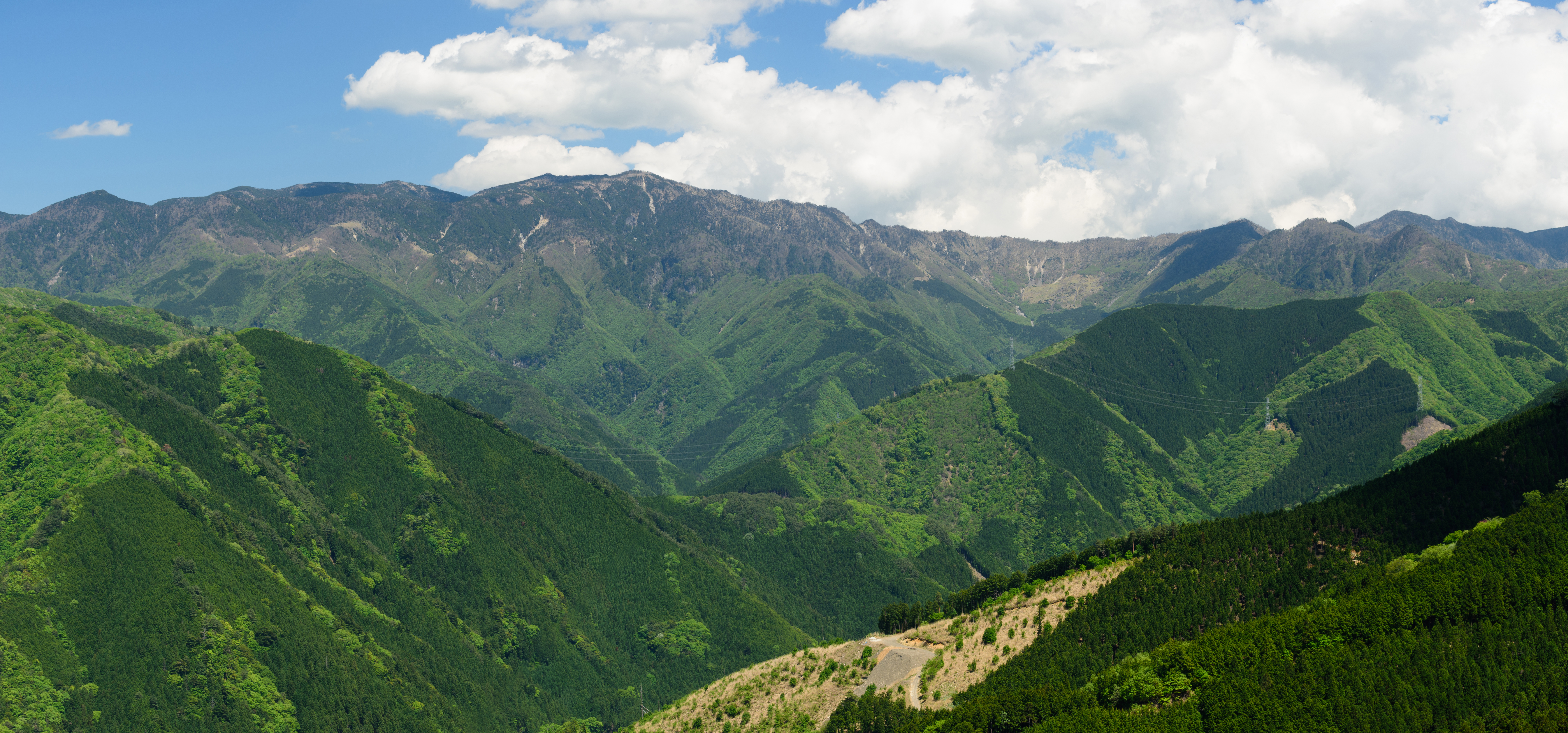
明星ヶ岳と周辺の山容

- 吉野川 - やな漁など
- 金剛山系 - 中葛城山・高谷山・神福山
- 大峰山系 - 明星ヶ岳・七面山
- 赤谷オートキャンプ場（森乃湯）

### 観光

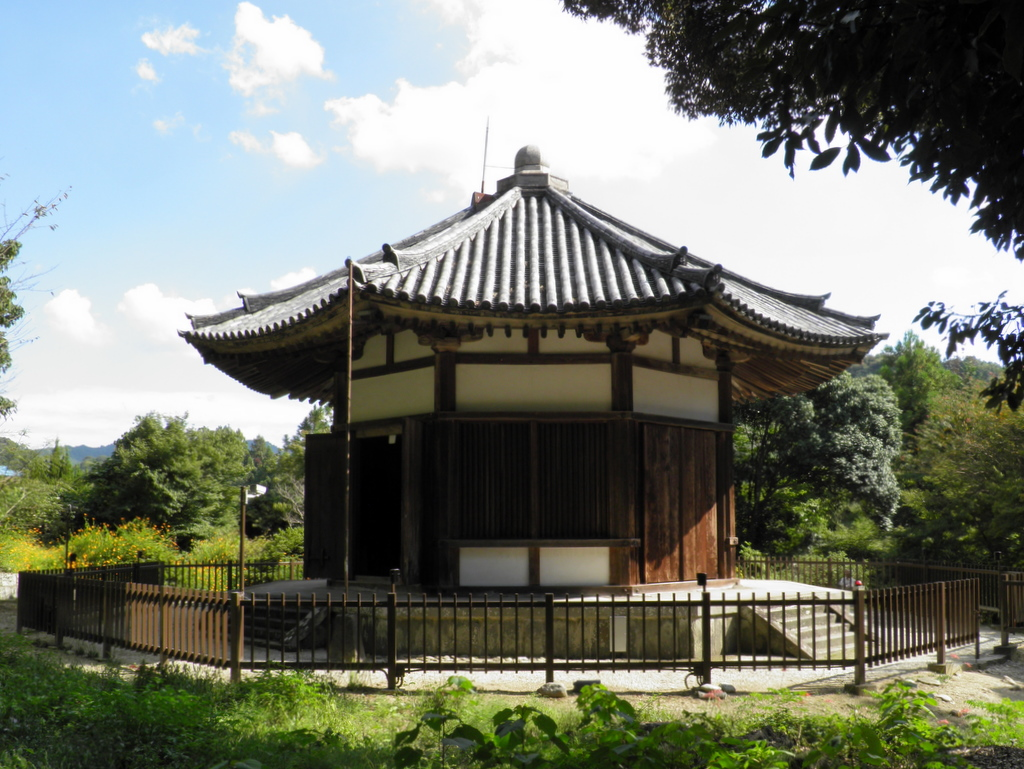
栄山寺八角堂（国宝）

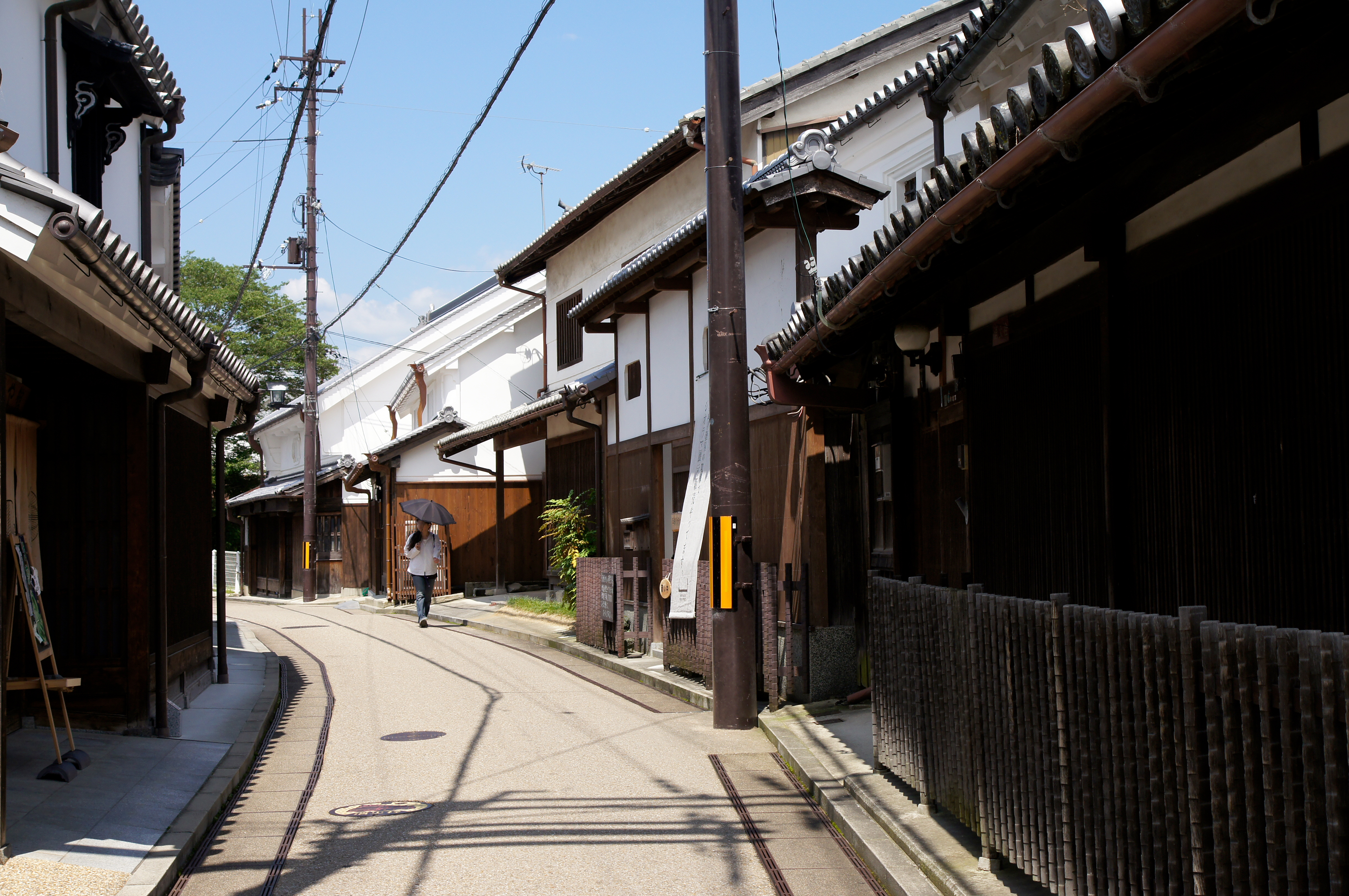
五條新町

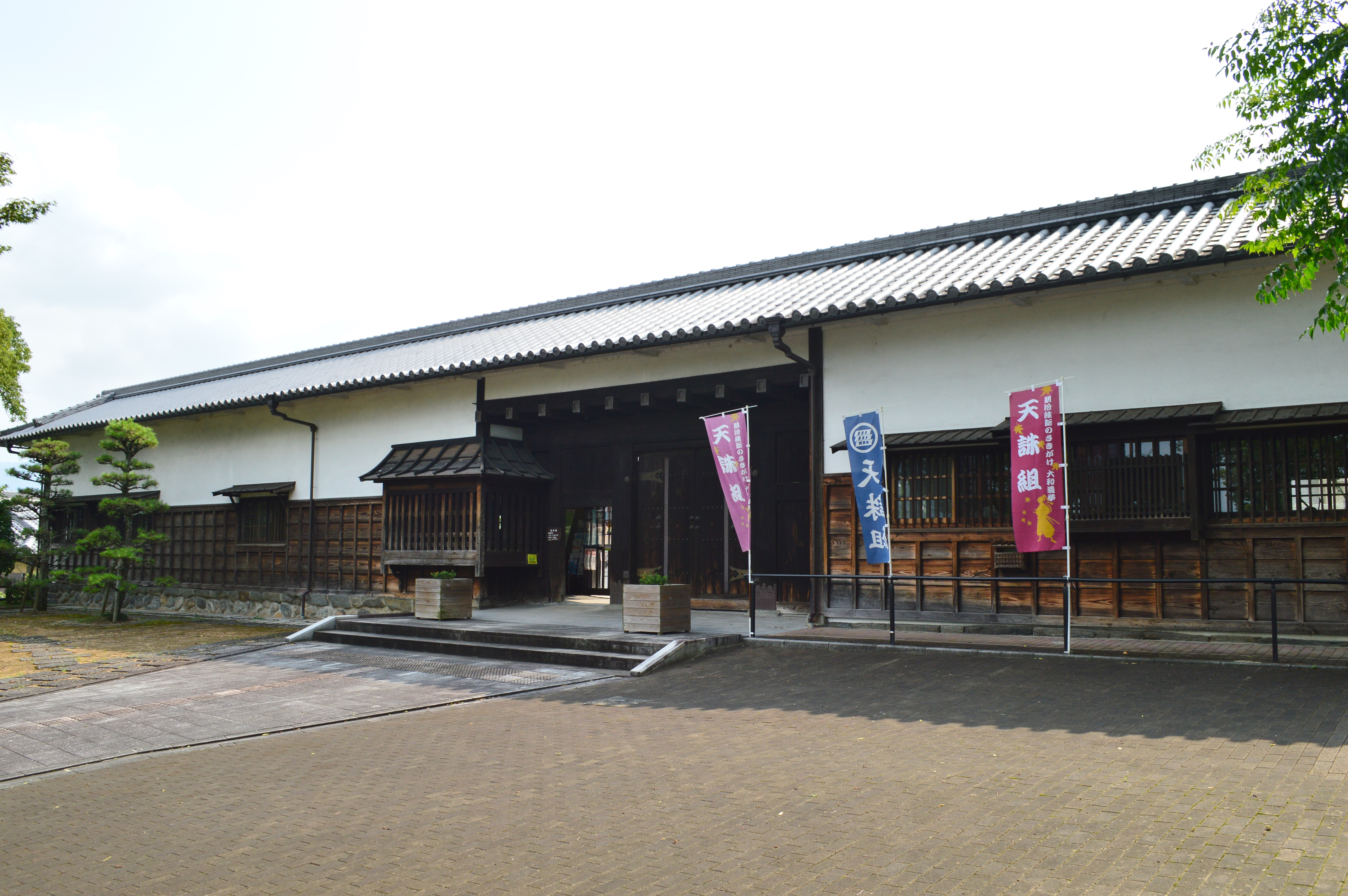
五條代官所 長屋門（五條市民俗資料館）

古代から近世に至るまでの史跡が市内に点在する。
- 栄山寺（国宝の八角堂と梵鐘がある）
- 五條新町（重要伝統的建造物群保存地区、江戸時代の雰囲気を残す旧紀州街道）
  - 栗山家住宅（1607年築、建立年代の判明する日本最古の民家といわれる。重要文化財。非公開）
  - まちなみ伝承館
  - まちや館（政治家・木村篤太郎の生家）
  - リバーサイドホテル・金剛乃湯
- 櫻井寺、天誅組本陣跡
- 市立五條文化博物館（安藤忠雄設計の円筒形の外観が特徴）
- 五條市民俗資料館（旧五條代官所 長屋門）
- 寄足山生蓮寺（雨晴れ地蔵のお寺、高野山真言宗）
- 大澤寺
- 転法輪寺（高野山発祥の霊場・高野山真言宗）
- 十輪寺
- 如意寺（辯天宗総本山・宗祖御廟）
- 賀名生梅林
- 賀名生皇居跡
- 西吉野温泉
- 大塔コズミックパーク「星のくに」（道の駅、天文台、プラネタリウム、宿泊施設、星乃湯）
- 大塔村郷土館
- ふれあい交流館（大塔温泉「夢乃湯」）
- 高野辻ビューポイント
- 宮の滝
- 柿博物館
- 二見の大ムク - 国指定天然記念物

### 遺構
- 五新線（阪本線）　市街地・山間部に未成線跡が残されている。

### 祭り・伝統行事
- 1月14日　念仏寺陀々堂の鬼はしり（大津町）
- 1月25日　惣谷狂言（大塔町惣谷）・篠原踊（大塔町篠原）
- 8月15日　阪本踊（大塔町阪本）
- 8月15日、16日　吉野川祭り（大川橋河川敷）

## 著名な出身者
- 木村篤太郎（法律家、政治家、初代法務大臣・初代保安庁長官・初代防衛庁長官）
- 川村たかし（作家）
- 楳図かずお（漫画家）：出生地は和歌山県高野町
- 佐藤喜子（競泳選手、1956年メルボルンオリンピック・1960年ローマオリンピック代表）
- 山本集（画家）
- 田野瀬良太郎（政治家）
- 門田博光（元プロ野球選手）：出生地は山口県山陽小野田市
- 鈴木康友（元プロ野球選手、野球指導者）
- 七井貴行（お笑い芸人）
- 桂雀太（落語家）
- 尾野真千子（女優）
- 岡﨑太一（元プロ野球選手、野球指導者）
- 岡本和真（プロ野球選手・読売ジャイアンツ）
- 鍵屋弥兵衛（花火師）
- 阿美伊新（建築家）

## 五條市を舞台にした作品
- 萌の朱雀 （1997年、河瀬直美監督）：五新線の工事に携わる地元の人々を描いた映画。
- ひと夏のファンタジア（2014年、チャン・ゴンジェ監督、河瀨直美プロデュース）：韓国から五條市を訪れた男女と日本人の交流を描いた二部構成の作品。

## シンボルキャラクター
- ゴーちゃん
- カッキー
- 星博士